# Цвєтаєв Іван Володимирович
Цвєтаєв Іван Володимирович (рос. Цвета́ев Ива́н Влади́мирович, 1847-1913) — російський науковець-історик, археолог, філолог і мистецтвознавець, член-кореспондент Петербурзької академії наук, професор Московського університету.

## Біографія
Іван Цвєтаєв народився в сім'ї сільського священика Володимира Васильовича Цвєтаєва (*1818-†1884) і його дружини Катерини Василівни (*1824-†1859); 4 (17) травня 1847 року в селі Дроздово Шуйського повіту Владимирської губернії (під Шуєю.
Навчався шість років в Шуйському духовному училищі, потім ще шість — у Володимирській духовній семінарії. Після цього вступив до Медико-хірургічної академії, але за станом здоров'я залишив її і перейшов до Петербурзького університету на класичне відділення історико-філологічного факультету. Закінчив університет у 1870 році, отримавши ступінь кандидата наук. З 1871 р. викладав грецьку мову в одній з петербурзьких гімназій, а в 1872 р. став доцентом Імператорського Варшавського університету, там же, у Варшаві, захистив магістерську дисертацію — «Cornelii Taciti Germania. I. Досвід критичного огляду тексту» (Варшава, 1873). У 1874 р. вирушив у закордонне відрядження до Італії для вивчення древніх італійських мов і писемності.
У 1876 р. був зарахований як доцент Київського університету св. Володимира, але вже через рік був запрошений до Московського університету для викладання латинської мови на кафедрі римської словесності.
З 1881 р. Цвєтаєв працював у Московських Рум'янцевському і Публічному музеях в Москві (з 1900 до 1910 р. був директором Рум'янцевського музею). У 1888 році він став почесним членом Болонського університету. У 1889 р. перейшов працювати на кафедру історії та теорії мистецтв Московського університету. Деякий час щільно співпрацював з журналом «Філологічний огляд».
У 1894 р., на першому з'їзді російських художників і любителів мистецтв, скликаному з нагоди дарування Москві Картинної галереї братів Третьякових, Цвєтаєв виголосив промову, в якій закликав до створення нового музею образотворчих мистецтв у Москві. З ініціативи професора був оголошений конкурс на найкращий проект музею. Переміг у конкурсі проект Р. І. Клейна. У серпні 1899 р. відбулася урочиста закладка музею. Розділ пластики був задуманий Іваном Володимировичем як збори зліпків з найбільш відомих скульптур, які повинні були служити зразком для розвитку художнього смаку. За спогадами його дочки Марини Цвєтаєвої, ряд з цих робіт був виконаний в існуючій до теперішнього часу художньої майстерні в Шарлоттенбурзі. Частина зліпків з колекції створеного ним музею складає основу Університетського музею РДГУ.
Цвєтаєв помер 30 серпня (12 вересня) 1913 р. в Москві. Похований на Ваганьковському кладовищі. На фасаді Музею образотворчих мистецтв імені О. С. Пушкіна в Москві встановлена меморіальна дошка на його честь.

## Родина
Перший шлюб (1880—1890) — з Варварою Дмитрівною Іловайською (1858—1890), дочкою історика Д. І. Іловайського. Діти від цього шлюбу: Валерія Цвєтаєва (1883—1966) — організатор, керівник і один із педагогів Державних курсів мистецтва руху (1920-ті — 1930-і роки, на базі ВХУТЕМАС, м. Москва).
Андрій Цвєтаєв (1890—1933); В. Д. Іловайська померла через декілька днів після народження Андрія.
Другий шлюб (1891—1906) — з Марією Олександрівною Мейн (1868—1906). Дочки Анастасія Цвєтаєва (1894—1993) — російська письменниця. Марина Цвєтаєва (1892—1941) — російська поетеса, прозаїк, перекладач, одна з найбільш самобутніх поетів «Срібного століття».

## Праці
Основні праці Івана Цвєтаєва присвячені античній філології, вивченню італійських мов, а також мистецтва, культурного і громадського життя стародавніх народів.
- З життя вищих шкіл Римської імперії. М., 1902;
- Inscriptiones Italiae mediae dialecticae …, v. [1-2], Lipsiae, 1884-85;
- Inscriptiones Italiae inferioris dialecticae, Mosquae, 1886.
- «Проект положення про комітет для пристрою при Московському університеті музею образотворчих мистецтв» (Москва, 1896),
- Збірник ОССК написів з нарисом фонетики, морфології і глосарієм, К., 1877;
- Навчальний атлас античного ліплення, в. 1-3, М., 1890—1894;
- «Комітет по влаштуванню музею античного мистецтва в Москві» (М., 1893), «Художній музей Московського університету» («Московські відомості» і «Російські Відомості», 1894),
- (рос.)«Записка про музей витончених мистецтв» (М., 1898),
- «Експедиція Н. С. Нечаєва-Мальцева на Урал» (М., 1900).